# Moschea di Firuz Ağa
La moschea di Firuz Ağa è una moschea ottomana situata a Istanbul, in Turchia.